# Adirondack Park Agency
Die Adirondack Park Agency (APA) ist eine Behörde der Regierung des Bundesstaates New York. Sie wurde 1971 von Gouverneur Nelson Rockefeller gegründet mit dem Ziel langfristige Planungen für die Zukunft des Adirondack Park zu ermöglichen. Sie überwacht Bauvorhaben privater Landbesitzer sowie andere Aktivitäten im Gebiet des Adirondack Parks. Die Agency hat ihren Sitz in Ray Brook.

## Geschichte
Seit seiner Gründung 1892 war der Adirondack Park mit seinen sechs Millionen Acre (24.000 km², das ist größer als Yellowstone, Yosemite, Grand Canyon, Great Smoky und Everglades National Park zusammengenommen) ein Zankapfel zwischen den Naturschützern, die Wildnis erhalten wollten, und den Verfechtern der Baurechte privater Eigentümer. Die Adirondack Park Agency wurde geschaffen um viele langwierige Streitfragen zu klären, war jedoch ebenfalls selbst von Beginn an heftig umstritten.

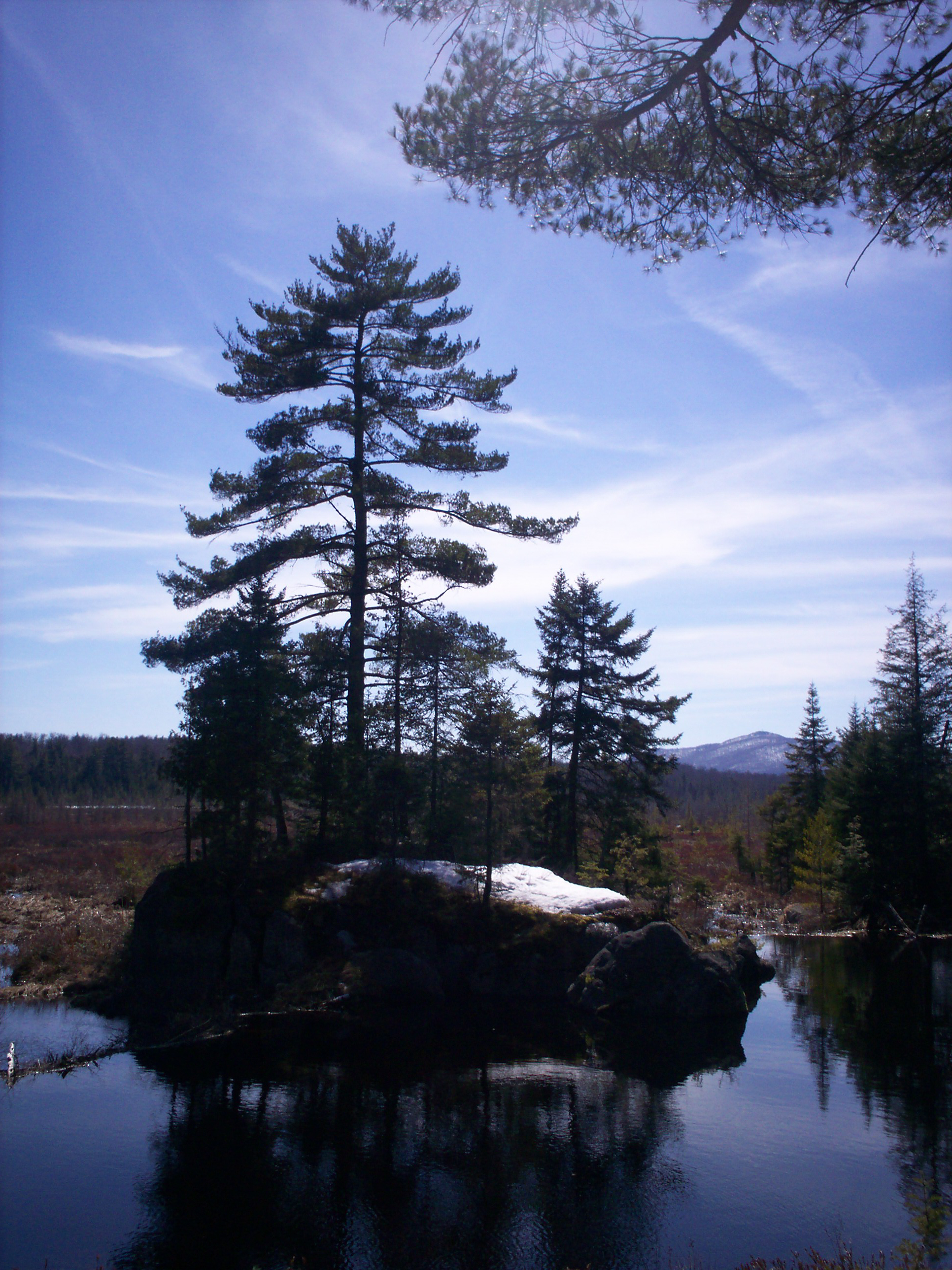
Das Paul Smiths Visitor Information Center, Heron Marsh, vom Barnum Brook Trail aus gesehen.

Der Adirondack Park ist in seiner Form einzigartig, weil mehr als die Hälfte der Fläche in privater Hand liegt. Als die APA gegründet wurde, bestand die Gefahr, dass die Gebiete in privater Hand stark verbaut würden. Damals gehörten die Flächen nur wenigen hundert Eigentümern. Die Fertigstellung des Adirondack Northway 1967 führte zu einem drastischen Anstieg der Nachfrage nach Ferienhäusern. Die erste Herausforderung der Agency war es daher, einen Masterplan zu erstellen und darauf aufbauend eine Zoning map und einen land use plan. Die Zoning Map teilt den Park in unterschiedliche Sections ein und klassifiziert das Land für eine bestimmte Nutzung. Die Klassifikationen sind unterteilt in Private Land Classifications (Privatland-Klassifikationen) und State Land Classification (Staatliche Landklassifikationen). Gerade im privaten Bereich führten die Klassifikationen zu großen Kontroversen, weil damit den Eigentümern vorgeschrieben wird, was sie auf ihrem eigenen Land tun dürfen. Die Klassifikationen für private Landnutzung unterscheiden hamlet (Siedlung), low-intensity use (schwache Nutzung), moderate intensity use (mittlere Nutzung), rural use (ländliche Nutzung), resource management use (Ressourcenmanagement) und industrial use (gewerbliche Nutzung). Die Einwohner des Parks gehen häufig davon aus, dass ein großer Teil der Flächen unkorrekt klassifiziert wurde. Die ursprüngliche Klassifizierung (6 million acres) entstand in der Tat auch in nur acht Monaten. Eine Landklassifikation kann durch die APA angepasst werden, dies ist allerdings ein langer Verwaltungsakt.
Bei der Einführung löste der Land Use Plan dementsprechend auch einen Sturm der Entrüstung aus. Die Idee, dass Auswärtige aus Albany und New York City den Anwohnern diktieren würden, was sie auf ihrem Grund und Boden tun dürfen verärgerte die traditionell unabhängigen „Adirondackers“. Es kam zu Drohungen, dass den Angehörigen der APA die Häuser angezündet werden sollten und Lastwagenladungen Dung wurden auf Grundstücken der Agency abgeladen. Ein Mann wurde sogar in flagranti erwischt, als er das Hauptquartier der Agency anzünden wollte und eine ganze Kommune stimmte dafür, aus dem Park auszutreten. Ein namhafter unterstützer in dieser Zeit war Clarence Petty.
Erst als 1972 die Horizon Corporation aus Tucson, Arizona, 24.000 acre (97 km²) im Parkgebiet aufkaufte, wurde der Nutzen der Agency deutlich. Es gab nämlich Pläne 10.000 neue Immobilien zu errichten, zusammen mith Golfplätzen und Ski-Anlagen. Und es wurde bekannt, dass es weitere Pläne für 4.000 Immobilien auf einem Areal von 18.000 acre (73 km²) gab.
Die Arbeit der APA wird weiterhin kontrovers beurteilt, viele Projekte verursachen Gerichtsprozesse von den verschiedensten Seiten. Die neuesten Kontroversen entstanden um Mobilfunkmasten entlang des Northway und bei Lake George, sowie Zugangsberechtigungen für All-terrain Vehicles und Schneemobil und „Floating Camps“ und Hauseboote. Es gibt mehrere Organisationen, die die Agency überwachen, unter anderem Adirondack Council, Association for the Protection of the Adirondacks, Residents' Committee to Protect the Adirondacks und Adirondack Land Trust.

## Literatur

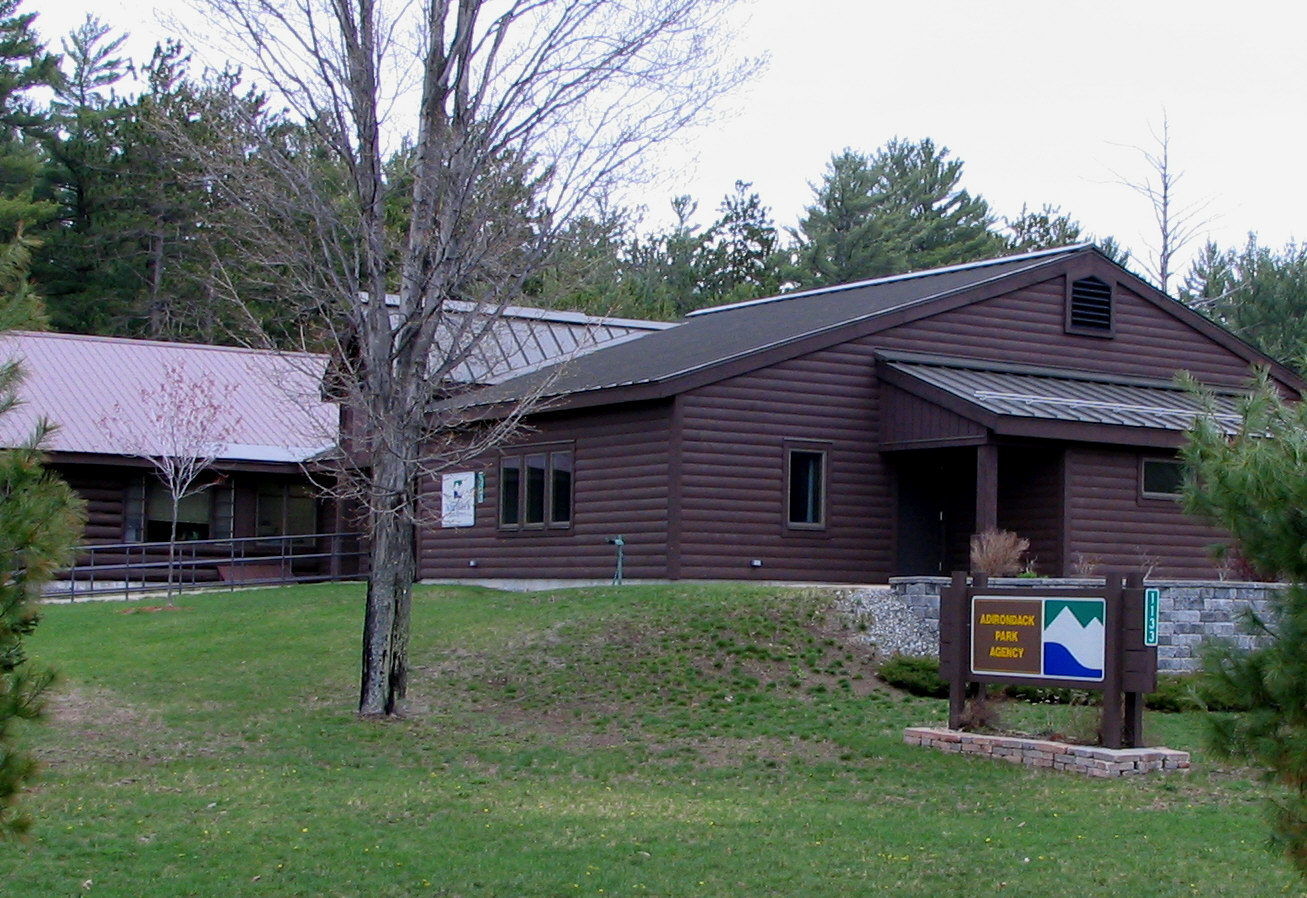
Adirondack Park Agency headquarters, Ray Brook